# Ravna Sika
Koordinati:   43°44′48″N, 15°25′33″E
Ravna Sika je majhen nenaseljen otoček v Jadranskem morju. Pripada Hrvaški.
Ravna Sika leži v Narodnem parku Kornati med otočkom Ravni Žakan in Kornatom, od katerega je oddaljen okoli 0,7 km. Njegova površina meri 0,4 km². Dolžina obalnega pasu je 0,74 km. Najvišji vrh je visok 30 mnm.